# Choroba Jansky’ego-Bielschowsky’ego
Choroba Jansky’ego-Bielschowsky’ego  (ceroidolipofuscynoza neuronalna typu 2, CLN2, ang. Jansky-Bielschowsky disease) – rzadka lizosomalna choroba spichrzeniowa z grupy ceroidolipofuscynoz neuronalnych. Spowodowana jest mutacjami w genie CLN2 kodującym tripeptydylo-peptydazę I. Opisano ponad 50 różnych mutacji w tym genie, z których najczęstsze są Arg208STOP i IVS5-1G>C.
Choroba ujawnia się w późnym niemowlęctwie. Na obraz kliniczny składają się nieidące na leczenie napady padaczkowe, hipotonia mięśniowa, ataksja móżdżkowa, upośledzenie umysłowe i postępujące zaburzenia widzenia, prowadzące do ślepoty.
Jeden z pierwszych opisów choroby pozostawił Jan Janský w 1910 roku. Max Bielschowsky w 1914 i 1921 roku opisał szczegółowo neuropatologię schorzenia.